# 運河區 (阿姆斯特丹)

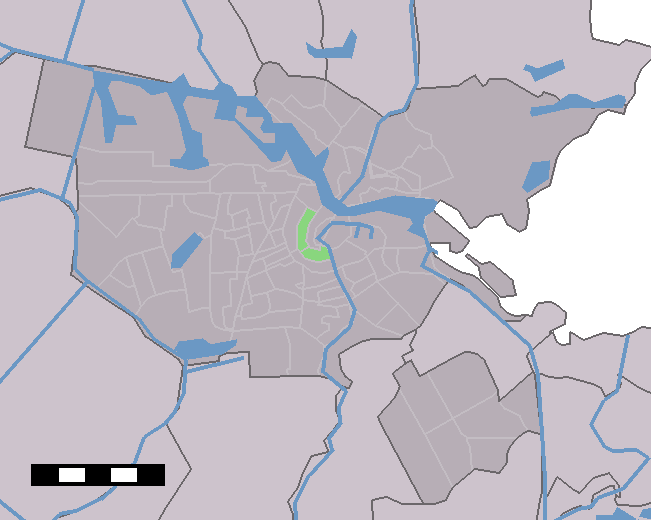
運河區在阿姆斯特丹的位置

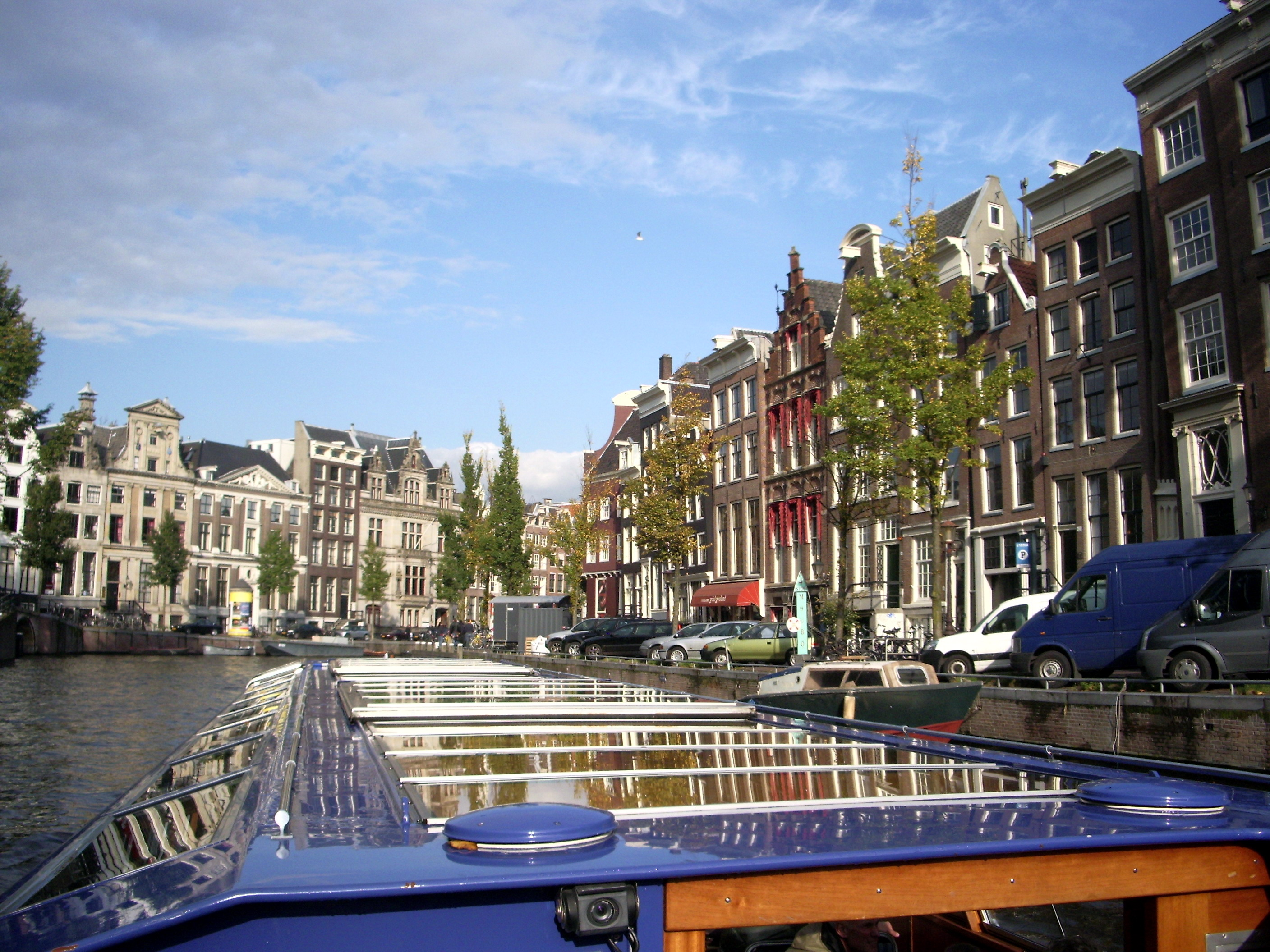
運河區風景

運河區（Grachtengordel）是荷蘭首都阿姆斯特丹的一個地區，位於阿姆斯特丹市中心，在2010年被聯合國教科文組織列入世界文化遺產。阿姆斯特丹運河區的許多建築修建於17世紀荷蘭黄金時代，然而這些建築中許多在之後的不同時期經歷重建和修復，因此呈現出眾多不同的建築風格和外觀。運河區內也有眾多博物館。

## 外部連結
- 维基导游上有關Amsterdam Canal District的旅行指南
- Seventeenth-century canal ring area of Amsterdam inside the Singelgracht （页面存档备份，存于）, Unesco World Heritage.

52°22′01″N 4°51′52″E / 52.36706°N 4.8645°E